# Orthobula qinghaiensis
Orthobula qinghaiensis är en spindelart som beskrevs av Hu 200. Orthobula qinghaiensis ingår i släktet Orthobula och familjen flinkspindlar. Inga underarter finns listade i Catalogue of Life.